# Любимов, Владимир Виссарионович
Владимир Виссарионович Любимов (24 февраля 1879, Губинка, Самарской губернии — 10 декабря 1937, Коммунарка) — советский военный деятель.

## Биография

### Начало службы
Выходец из мещан. Закончил Самарскую мужскую гимназию, а затем Казанское юнкерское училище. В 1904 году участвовал в русско-японской войне. Поручик. После войны служил в 211-м пехотном резервном Евпаторийском полку, а затем в Литовском 51-м пехотном полку. В 1914 году закончил два курса Николаевской военной академии.

### Участие в Первой мировой войне
Капитан 51-го Литовского полка. После этого старший адъютант штаба 13-й пехотной дивизии, а затем 5-го Сибирского армейского корпуса. Подполковник.

### Участие в Гражданской войне
Добровольно вступил в РККА. В 1918—1920 годах последовательно занимал должности начальника оперативного отдела штаба 8-й армии, начдива 12-й стрелковой дивизии, начштаба 8-й армии, командарма 8-й армии, начштаба 3-й армии, начдива 55-й стрелковой дивизии, начштаба Кавказского фронта, командарма Кавказской трудовой армии, начштаба 2-й Особой армии, начштаба 5-й армии.

### После Гражданской войны
В 1920-22 годах начальник штаба Восточно-Сибирского округа. В 1923-24 годах начальник штаба 12-го стрелкового корпуса, а затем начштаба 5-й армии. С 1926 года начштаба 16-го стрелкового корпуса. В 1929 году окончил КУВНАС при Академии имени Фрунзе. В 1931 уволен в запас (в связи с мероприятиями ОГПУ по операции «Весна»). С 1932 года военный руководитель Ростовского автодорожного института. Комбриг (1936). Старший руководитель кафедры тактики Военной академии механизации и моторизации РККА.

### Арест и гибель
В июне 1937 года в связи с политическим недоверием уволен в запас. В июле 1937 года арестован. Обвинен в участии в антисоветской террористической шпионской организации . 10 декабря 1937 года приговорен к расстрелу. Расстрелян в тот же день.